# Natalia Linares
Natalia Carolina Linares González (* 3. Januar 2003 in Valledupar) ist eine kolumbianische Leichtathletin, die im Sprint und im Weitsprung an den Start geht. 2023 siegte sie im Weitsprung bei den Panamerikanischen Spielen in Santiago de Chile und wurde 2025 in Mar del Plata Südamerikameisterin.

## Sportliche Laufbahn
Erste Erfahrungen bei internationalen Meisterschaften sammelte Natalia Linares 2019 bei den U20-Südamerikameisterschaften in Cali, bei denen sie im Weitsprung mit einer Weite von 5,43 m den siebten Platz belegte. Im Jahr darauf siegte sie bei den erstmals ausgetragenen Hallensüdamerikameisterschaften in Cochabamba in 24,19 s im 200-Meter-Lauf und gewann im 60-Meter-Lauf in 7,42 s die Silbermedaille hinter der Brasilianerin Rosângela Santos. 2021 belegte sie bei den Südamerikameisterschaften in Guayaquil in 11,55 s den vierten Platz im 100-Meter-Lauf und auch im Weitsprung wurde sie mit 6,33 m Vierte. Zudem gewann sie mit der kolumbianischen 4-mal-100-Meter-Staffel in 45,61 s gemeinsam mit Valeria Cabezas, Shary Vallecilla und Gregoria Gómez die Silbermedaille hinter dem Team aus Brasilien. Im Juli siegte sie bei den U20-Südamerikameisterschaften in Lima in 11,68 s über 100 m und gewann auch im Weitsprung mit 6,14 m die Goldmedaille. Zudem siegte sie in 46,35 s auch in der 4-mal-100-Meter-Staffel. Anschließend gelangte sie bei den U20-Weltmeisterschaften in Nairobi mit 5,66 m auf den zwölften Platz im Weitsprung und gewann dann Anfang Dezember in 11,60 s die Bronzemedaille über 100 m bei den erstmals ausgetragenen Panamerikanischen Juniorenspielen in Cali hinter der Ecuadorianerin Anahí Suárez und Amya Clarke aus St. Kitts und Nevis und sicherte sich zudem mit 6,27 m die Silbermedaille im Weitsprung hinter der Puerto-Ricanerin Paola Fernández. Zudem siegte sie in 43,59 s in der 4-mal-100-Meter-Staffel und stellte damit einen neuen U23-Südamerikarekord auf. Im Jahr darauf siegte sie bei den Juegos Bolivarianos in Valledupar mit 6,79 m im Weitsprung und anschließend gewann sie bei den U20-Weltmeisterschaften in Cali mit 6,59 m die Silbermedaille. Im Oktober nahm sie an den Südamerikaspielen in Asunción teil und sicherte sich dort mit 6,43 m die Silbermedaille hinter der Brasilianerin Letícia Melo.
2023 siegte sie mit 6,86 m bei den Zentralamerika- und Karibikspielen in San Salvador und anschließend belegte sie bei den Südamerikameisterschaften in São Paulo in 11,43 s den vierten Platz über 100 Meter. Im August startete sie im Weitsprung bei den Weltmeisterschaften in Budapest und schied dort mit 6,38 m in der Qualifikationsrunde aus. Ende Oktober siegte sie dann mit 6,66 m bei den Panamerikanischen Spielen in Santiago de Chile und belegte mit der 4-mal-100-Meter-Staffel in 44,76 s den sechsten Platz. Im Jahr darauf gewann sie bei den Hallensüdamerikameisterschaften in Cochabamba mit 6,32 m die Bronzemedaille hinter den Brasilianerinnen Lissandra Campos und Eliane Martins und anschließend gelangte sie bei den Hallenweltmeisterschaften in Glasgow mit 6,33 m auf den zwölften Platz. Im Mai gelangte sie bei den World Athletics Relays in Nassau mit 43,92 s auf den sechsten Platz im C-Lauf im 2. Qualifikationsrennen über 4-mal 100 Meter für die Olympischen Spiele. Kurz darauf siegte sie mit 6,82 m im Weitsprung bei den Ibero-Amerikanischen Meisterschaften in Cuiabá. Im Juli siegte sie mit 6,87 m beim Gyulai István Memorial und anschließend schied sie bei den Olympischen Sommerspielen in Paris mit 6,40 m in der Qualifikationsrunde aus. 2025 siegte sie mit neuem Meisterschaftsrekord von 6,64 m bei den Hallensüdamerikameisterschaften in Cochabamba. Ende April siegte sie mit windunterstützten 6,81 m bei den Südamerikameisterschaften in Mar del Plata und wurde damit die erste Südamerikameisterin aus Kolumbien im Freien. Anschließend gewann sie bei den World University Games in Bochum mit 6,67 m die Bronzemedaille hinter der Portugiesin Agate de Sousa und Xiong Shiqi aus der Volksrepublik China. 
In den Jahren 2021 und 2023 wurde Linares kolumbianische Meisterin im 100-Meter-Lauf sowie 2024 im Weitsprung.

## Persönliche Bestzeiten
- 100 Meter: 11,34 s (+0,5 m/s), 20. Oktober 2023 in Armenia
  - 60 Meter (Halle): 7,42 s, 1. Februar 2020 in Cochabamba
- 200 Meter: 23,78 s (+1,4 m/s), 26. September 2021 in Bogotá
  - 200 Meter (Halle): 24,19 s, 2. Februar 2020 in Cochabamba
- Weitsprung: 6,87 m (−1,2 m/s), 9. Juli 2024 in Székesfehérvár